# Uruguay en los Juegos Olímpicos de Montreal 1976
Uruguay estuvo representado en los Juegos Olímpicos de Montreal 1976 por nueve deportistas, siete hombres y dos mujeres, que compitieron en cinco deportes.
El equipo olímpico uruguayo no obtuvo ninguna medalla en estos Juegos.